# Bellville (Ohio)
Bellville ist ein Village im Richland County im US-amerikanischen Bundesstaat Ohio. Sie gehört zur Metropolitan Statistical Area Mansfield. Bei der Volkszählung im Jahr 2000 hatte die Ortschaft 1773 Einwohner.
Benannt wurde die Ortschaft nach dem Landbesitzer Robert Bell.

## Geographie
Der Ort liegt am Clear Fork Mohican River.
Nach den Angaben des United States Census Bureaus hat der Ort eine Gesamtfläche von 7,5 km², darunter sind keine nennenswerten Gewässerflächen.

## Demographie
Zum Zeitpunkt des United States Census 2000 bewohnten Bellville 1773 Personen. Die Bevölkerungsdichte betrug 237,7 Personen pro km². Es gab 799 Wohneinheiten, durchschnittlich 107,1 pro km². Die Bevölkerung Bellvilles bestand zu 98,82 % aus Weißen, 0,23 % Schwarzen oder African American, 0,11 % Native American, 0,23 % Asian, 0 % Pacific Islander, 0,11 % gaben an, anderen Rassen anzugehören und 0,51 % nannten zwei oder mehr Rassen. 0,90 % der Bevölkerung erklärten, Hispanos oder Latinos jeglicher Rasse zu sein.
Die Bewohner Bellvilles verteilten sich auf 751 Haushalte, von denen in 30,8 % Kinder unter 18 Jahren lebten. 53,5 % der Haushalte stellten Verheiratete, 10,5 % hatten einen weiblichen Haushaltsvorstand ohne Ehemann und 32,8 % bildeten keine Familien. 29,7 % der Haushalte bestanden aus Einzelpersonen und in 14,4 % aller Haushalte lebte jemand im Alter von 65 Jahren oder mehr alleine. Die durchschnittliche Haushaltsgröße betrug 2,36 und die durchschnittliche Familiengröße 2,93 Personen.
Die Bevölkerung verteilte sich auf 25,7 % Minderjährige, 6,5 % 18–24-Jährige, 28,5 % 25–44-Jährige, 21,4 % 45–64-Jährige und 17,9 % im Alter von 65 Jahren oder mehr. Das Durchschnittsalter betrug 39 Jahre. Auf jeweils 100 Frauen entfielen 88,8 Männer. Bei den über 18-Jährigen entfielen auf 100 Frauen 84,6 Männer.
Das mittlere Haushaltseinkommen in Bellville betrug 34.492 US-Dollar und das mittlere Familieneinkommen erreichte die Höhe von 47.083 US-Dollar. Das Durchschnittseinkommen der Männer betrug 36.458 US-Dollar, gegenüber 21.800 US-Dollar bei den Frauen. Das Pro-Kopf-Einkommen belief sich auf 17.923 US-Dollar. 9,3 % der Bevölkerung und 6,2 % der Familien hatten ein Einkommen unterhalb der Armutsgrenze, davon waren 15,8 % der Minderjährigen und 5,1 % der Altersgruppe 65 Jahre und mehr betroffen.

## Bildung
Bellville gehört zum Clear Fork Valley Local School District, nur die Bellville Elementary School befindet sich innerhalb des Dorfes. Für den Besuch der höheren Klassen dienen die Clear Fork Middle School und Clear Fork High School, die sich außerhalb von Bellville befinden.

## Persönlichkeiten
- Levi H. Dowling (1844–1911), Schriftsteller, Prediger und Pastor
- Royal D. Suttkus (1920–2009), Ichthyologe